# Bogdan Hamera

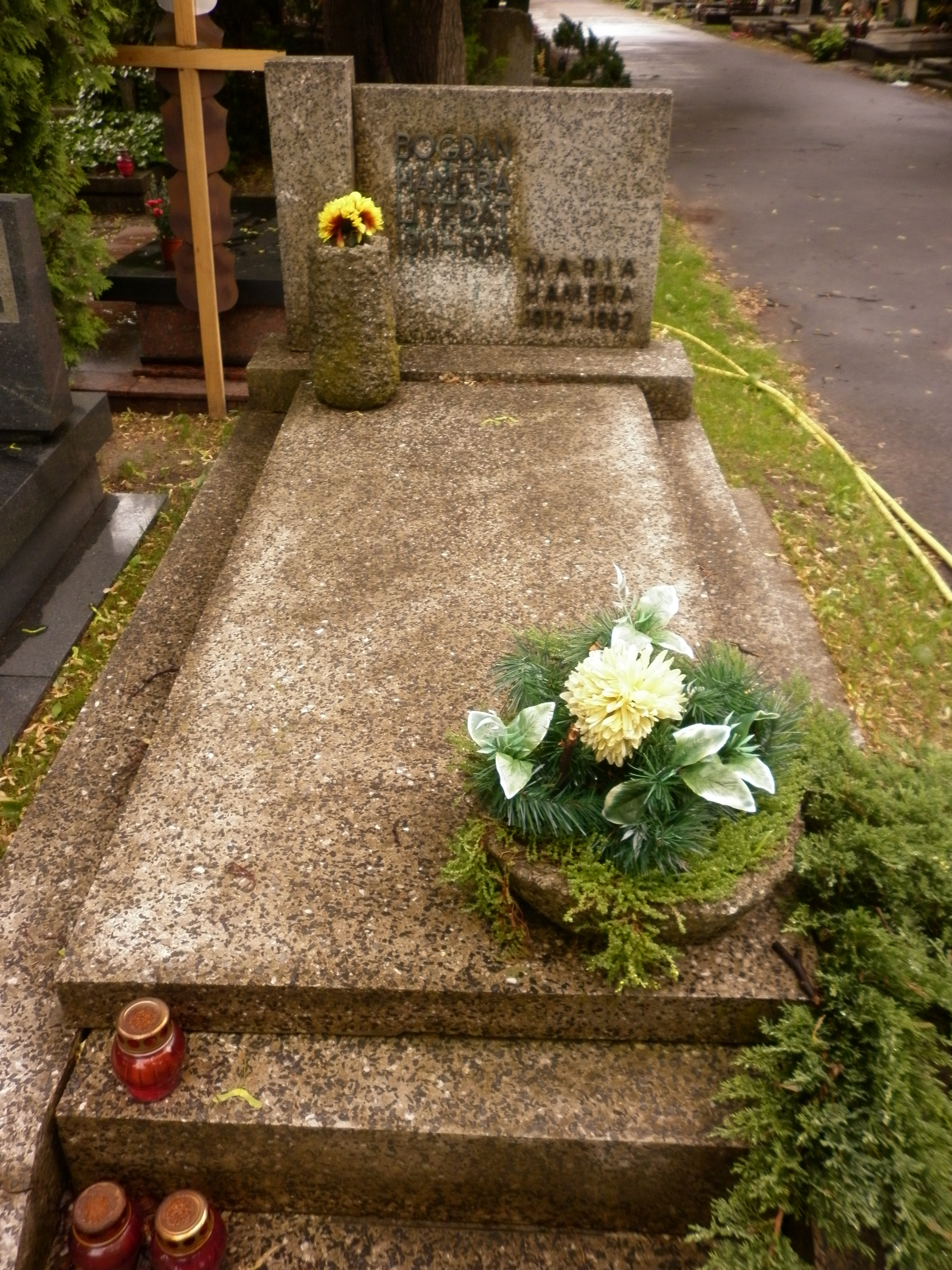
Grób Bogdana Hamery na cmentarzu Wojskowym na Powązkach

Bogdan Hamera (ur. 23 marca 1911 w Ostrowcu Świętokrzyskim, zm. 18 stycznia 1974 w Warszawie) – pisarz polski.

## Życiorys
Urodził się w rodzinie Jana, robotnika, i Antoniny z domu Łasic. W 1928 ukończył gimnazjum w Ostrowcu, w następnych latach był bezrobotny. Debiutował w 1931 wierszem Dymy kominów ogłoszonym w piśmie „Polska Wolność” nr 51. W latach 1932–1934 odbywał służbę wojskową w Przemyślu. W 1934 został członkiem Komunistycznej Partii Polski, a w 1936 wstąpił do Organizacji Młodzieży Towarzystwa Uniwersytetu Robotniczego. Po ukończeniu kursów elektrycznych pracował w latach 1935–1938 jako spawacz w Zakładach Ostrowieckich, następnie przy budowie fabryki w Kraśniku. 
Po wybuchu II wojny światowej w listopadzie 1939 znalazł się w ZSRR. Aresztowany, po trzech miesiącach śledztwa został osiedlony na Syberii, gdzie pracował jako drwal, a następnie jako rachmistrz. W 1943 wstąpił do 1. Armii Wojska Polskiego i został skierowany do 3. Dywizji Piechoty im. Romualda Traugutta, w której walczył do końca wojny.
Po zakończeniu wojny pozostał w czynnej służbie wojskowej. W latach 1951–1953 prowadził tzw. Gabinet Młodego Autora w Głównym Zarządzie Politycznym Wojska Polskiego. Kontynuując twórczość literacką, publikował od 1946 opowiadania, reportaże i artykuły w wielu czasopismach, m.in. w „Żołnierzu Polskim” (1950–1953), „Nowej Kulturze” (1950, 1952–1953), „Trybunie Ludu” (1951–1953). Wydana w 1950 powieść produkcyjna Na przykład Plewa, została uznana za wzorcową powieść socrealistyczną. Na jej podstawie powstał scenariusz filmu Pierwsze dni w reżyserii Jana Rybkowskiego. Akcja powieści i filmu rozgrywała się w Hucie Ostrowiec.
Był członkiem PZPR (do 1968). W 1953 przeszedł do rezerwy w stopniu majora. W latach 1954–1955 był ambasadorem w Budapeszcie. Od 1960 pracował w redakcji tygodnika społecznego i literackiego „Orka”, przemianowanego w 1962 na „Tygodnik Kulturalny”, jako kierownik działu społeczno-politycznego, a następnie krytycznoliterackiego; tu również zamieszczał reportaże, artykuły, recenzje, felietony (też pod pseudonimami: Adeodatus, Hmbog, Zanus; m.in. w latach 1966–1969 stały felieton Mój światopodgląd). Współpracował ponadto m.in. z „Dziennikiem Ludowym” (1962–1963). W 1973 przeszedł na emeryturę.
Od 1931 był mężem Marii Zofii z domu Bednarz (1912–1982).
Zmarł w Warszawie, pochowany na cmentarzu Wojskowym na Powązkach (kwatera A35-2-14)

## Twórczość
- Na przykład Plewa, Książka i Wiedza, 1950.
- Doznania ludzkie, Książka i Wiedza, 1951.
- Śladami czołgów, t. 1 i 2, Wydawnictwo MON, 1952–1953.
- Na styku, Nasza Księgarnia, 1953.
- Chodzenie ze strzelbą, Iskry, 1959.
- Czas wyrzeczeń, Wydawnictwo MON, 1964.
- Dobra woda, Ludowa Spółdzielnia Wydawnicza, 1972.
- Szczypta Apokalipsy, Ludowa Spółdzielnia Wydawnicza, 1974.
- Karmieni burzą, Wydawnictwo Łódzkie, 1975

## Ordery i odznaczenia
- Krzyż Komandorski Orderu Odrodzenia Polski (1954)[1]
- Krzyż Walecznych[1]
- Srebrny Krzyż Zasługi (20 grudnia 1946)[3]
- Srebrny Medal „Zasłużonym na Polu Chwały”
- Brązowy Medal „Za Zasługi dla Obronności Kraju”

## Nagrody
- Państwowa Nagroda Artystyczna III stopnia w dziale literatury za powieść pt. Na przykład Plewa (1950)[4]
- nagroda Prasy Ludowej (1960)[1]
- nagroda im. Tadeusza Nocznickiego (1967)[1]